# Paragon NTFS
NTFS for Mac OS X et NTFS for Linux sont deux logiciels commercialisés par Paragon Software Group depuis 2003, qui permettent de manipuler des disques durs formatés au format NTFS de Microsoft Windows depuis un système d'exploitation Linux ou Mac OS X.
Leur principal concurrent est NTFS-3G, un logiciel open source basé sur Filesystem in Userspace (abr. FUSE).